# Hermann Arnold (Maler, 1846)
Hermann Arnold (* 6. Mai 1846 in München; † 25. April 1896 in Jena) war ein deutscher Maler.

## Leben und Wirken
Hermann Arnold besuchte die Lateinschule und das Gymnasium und von 1860 bis 1862 eine Zeichen- und Modellierschule in München. 1863 ging er an die Akademie der Bildenden Künste München und studierte ab 1866 zusammen mit  Alois Gabl, Ludwig Glötzle und Max Fürst bei Johann von Schraudolph. Er malte Porträts unter anderem von Ludwig II. und Prinzessin Sophie und war auch als Dichter und Schauspieler tätig.
1870 nahm er als Leutnant der Landwehr am Deutsch-Französischen Krieg teil, wurde in der Schlacht bei Beaugency durch einen Schuss in den rechten Fuß verwundet und invalidisiert. So konnte er sich wieder der Malerei widmen und besuchte die Ateliers von Arthur von Ramberg und Alexander von Wagner. Ab 1872 schuf er mehrere Genrebilder und Charakterfiguren.
Hermann Arnold war von 1881 bis 1884 Sekretär der Münchner Künstlergenossenschaft. Für die Organisation einer Ausstellung mit spanischer Malerei im Jahr 1883 erhielt er das Komturkreuz des Isabellenordens. 1885 wurde er als Professor an die Großherzoglich-Sächsische Kunstschule Weimar berufen und war dort von 1885 bis 1889 Sekretär.
Da es durch seine Schussverletzung am Fuß zu einer Veränderung der Blutgefäße kam, musste sein Bein amputiert werden. Im Universitätsklinikum Jena fand die Operation statt, an deren Folgen er am 25. April 1896 verstarb.
Hermann Arnold war verheiratet mit Wilhelmine Freie von Schönhueb und hatte sechs Kinder.

## Auszeichnungen
- Ritterkreuz 2. Klasse des Bayerischen Militärverdienstordens
- Ritterkreuz 1. Klasse des Verdienstordens vom Heiligen Michael
- Kriegsdenkmünze für die Feldzüge 1870–1871
- Komturkreuz des Isabellenordens, Spanien[3]

## Werke
- 1872: Gebet der Mutter
- 1872: Ueberschwemmung an der Ostsee
- 1872: Schützenkönig
- 1873: Nachbarskinder
- 1878: Liebesbrief
- 1880: Neugierige
- 1882: Schwere Wahl oder Ein ländlicher Paris
- 1883: Der Dorfschulmeister
- 1883: Stelldichein an der Gartenmauer oder Die Nachbarskinder
- 1883: Rosen im Traum
- 1883: Der Moment vor dem Kaufabschluß
- 1884: Dorfgalerie